# Profondeville
Profondeville är en kommun i Belgien.   Den ligger i provinsen Namur och regionen Vallonien, i den centrala delen av landet, 60 km sydost om huvudstaden Bryssel. Antalet invånare är 11 561.
I omgivningarna runt Profondeville växer i huvudsak blandskog. Runt Profondeville är det ganska tätbefolkat, med 90 invånare per kvadratkilometer.